# Tsai Chih-chung
Pour les articles homonymes, voir Tsai.
Dans ce nom chinois, le nom de famille, Tsai, précède le nom personnel.
Tsai Chih-chung (蔡志忠, pinyin :  Cài Zhìzhōng) est un auteur de bande dessinée taïwanais né en 1948. 
Rendu populaire au début des années 1980 par une série humoristique, il se lance en 1986 dans l'adaptation de récits traditionnels ou de vie de penseurs chinois illustres qui connaissent un grand succès.

## Liste des œuvres
| Lao Tseu - La voie du Tao, 1992                                                           |
| Zen, Le Livre - Liberté de L'esprit, 1992-01-01                                           |
| Lao Tseu Tome 1 - Le silence du sage, 1996-07-01                                          |
| Confucius - Le message du bienveillant, 1996-07-01                                        |
| Sun Tsu - L'art de la guerre, 1996-07-01                                                  |
| Lao Tseu Tome 2 - Le retour du sage, 1996-07-03                                           |
| Zen - Les origines, 1996-07-03                                                            |
| Tchouang Tseu - Le chant de l'univers, 1996-07-03                                         |
| Tchouang Tseu 2 - La musique de la vie, 1996-07-03                                        |
| Lie Tseu - Les ailes de la joie, 1996-07-03                                               |
| Racines de sagesse - Hong Yingming, 1996-07-04                                            |
| Mencius - Que le meilleur gagne, 1996-10-03                                               |
| Contes extraordinaires - De Liaozhai, 1997-09-17                                          |
| Rencontres fantastiques - Contes imaginaires des six dynasties, 1998-03-04                |
| Le message de Lao Tseu - La sagesse suprême, 2000-11-17                                   |
| Les origines du Zen - La lumière de la vérité, 2001-02-19                                 |
| Tchouang Tseu - La sagesse au quotidien, 2002-06-17                                       |
| Le message de Bouddha - Enseignements spirituels, 2002-09-16                              |
| Le message de Confucius - Un philosophe exceptionnel, 2006-02-13                          |
| Le Soutra du cœur - Enseignements spirituels, 2006-03-20                                  |
| Le Dharma Soutra - L'enseignement de Bouddha illustré, 2006-10-02                         |
| La légende du roi singe - Tome 1, 2008-01-01                                              |
| La pérégrination vers l'ouest - Tome 2, 2008-01-01                                        |
| Le temple de shaolin, 2008-01-01                                                          |
| Laozi et son enseignement - Tome 1, 2009-01-01                                            |
| Les mémoires historiques - La grande muraille de l'histoire, 2009-11-01                   |
| Han Feizi Et Son Enseignement - La Force Du Légisme, 2010-01-01                           |
| L'investiture des dieux - Tome 1, 2010-01-01                                              |
| La légende du serpent blanc - La légende de la pagode du pic du tonnerre, 2010-01-01      |
| La grande étude - l'invariable milieu de Confucius, 2010-02-10                            |
| Mencius et son enseignement - Un remède au chaos, 2010-02-10                              |
| Conversations pures des six dynasties, 2010-02-10                                         |
| Démons et merveilles des six dynasties - Fables et contes de la chine antique, 2010-02-10 |
| Les contes de l'étrange - Légendes de fantômes et de renards, 2010-02-10                  |
| Le dieu du tonnerre - Conte de la dynastie Tang, 2010-12-17                               |
| Propos sur la racine des légumes, 2010-12-17                                              |
| Les entretiens de Confucius, 2011-01-01                                                   |
| Zhuangzi et son enseignement - Tome 1, la mélodie de la nature, 2011-01-01                |
| Récits des grands maitres vénérés Zen, 2013-05-01                                         |
| Le Sutra de l'estrade, 2013-05-01                                                         |